# US Steel
United States Steel Corporation (U.S. Steel) är en amerikansk multinationell ståltillverkare. Företaget startades 1901. 2001 var man USA:s största ståltillverkare, även om man bara producerade något mer stål än man gjorde 1902. Från 1986 hette företaget officiellt USX Corporation, innan man ändrade tillbaka namnet 2001.

### Fotnoter
1. ↑  ”Financial statements for United States Steel Corporation”. Google Finance. https://finance.google.com/finance?q=NYSE%3AX&fstype=ii&ei=1SWlWsvTBo6gswHRj72oBA.
2. ↑  Steel Standing: U.S. Steel celebrates 100 years